# Innsbrucker AC
Innsbrucker AC is een Oostenrijkse voetbalclub uit de Tiroler hoofdstad Innsbruck.

## Geschiedenis

### Mannen
De club werd opgericht als Arbeiter TV Innsbruck en nam in 1925 de naam Innsbrucker AC aan. In 1922/23 nam de club voor het eerst deel aan het kampioenschap van Tirol, dat toen zijn derde editie inging. De Oostenrijkse hoogste divisie was lange tijd enkel voor clubs uit Wenen dus de Landesliga Tirol was de hoogste competitie voor Innsbrucker AC. De eerste drie seizoenen werd de club telkens vicekampioen achter SV Innsbruck. In 1927 werd de club eindelijk kampioen. De club werd de sterkste van de deelstaat en pakte van 1929 tot 1931 drie titels op rij. Dan kreeg de club concurrentie van SV Hötting dat in 1932 en 1934 de titel voor de neus van AC wegkaapte. In 1933 kon AC wel kampioen worden, vóór Hötting. Na nog een titel van Innsbrucker SK kon de club opnieuw twee titels in de wacht slepen. Hierna was de glorie voorbij en moest de club zich tevreden stellen met ereplaatsen.
Tijdens de Tweede Wereldoorlog nam de club niet deel aan het kampioenschap. Na de oorlog werd het eerste kampioenschap van Tirol in drie regio's verdeeld. AC werd kampioen van de regio Innsbruck en kon ook de eindfase winnen. De volgende seizoenen was de club een middenmoter. Na 1950 werden de Landesliga van Tirol en Vorarlberg samengevoegd in de Arlbergliga. Na een teleurstellende achtste plaats in het eerste seizoen werd de club derde in 1952 en werd zelfs kampioen in 1953. Hierdoor mocht de club deelnemen aan de eindronde om te promoveren naar de eerste klasse van Oostenrijk maar verloor met zware 5-0, 9-0 cijfers van SV Austria Salzburg. Het volgende seizoen werd de club laatste in de Arlbergliga maar degradeerde niet omdat SK Kufstein zich had teruggetrokken. In 1956 volgde dan toch de degradatie. Na één seizoen keerde de club terug maar degradeerde opnieuw. Na 1960 werd de Arlbergliga afgeschaft en vervangen door de Regionalliga West, dat toen nog de tweede klasse voorstelde. In 1961/62 promoveerde de club terug maar werd laatste. De terugkeer kwam er pas in 1969, de tweede poging was al wat succesvoller al kon het behoud maar net verzekerd worden. De volgende seizoenen deed de club het ook niet bepaald geweldig, maar eindigde toch altijd boven de degradatiezone. In 1974 volgde dan de degradatie en sindsdien speelt de club in de lagere afdelingen. In 2008 degradeerde de club uit de Regionalliga West.

### Vrouwen
De vrouwenafdeling werd in 1991 opgericht. Het eerste succes kwam al drie jaar later met de winst in de beker van Oostenrijk. Eind jaren negentig vestigde de club zich ook als vaste waarde in de hoogste afdeling en kon in 2002 zelfs de titel veroveren. In de zomer van 2006 werd de club opgeheven en ging de licentie over naar de vrouwenploeg van FC Wacker Tirol.

#### In Europa
| Seizoen | Competitie            | Ronde | Land               | Club           | Uitslagen |
| ------- | --------------------- | ----- | ------------------ | -------------- | --------- |
| 2002/03 | UEFA Women's Cup      | 1e    | Vlag van Portugal  | SU 1° Dezembro | 1-2       |
|         | toernooi in Innsbruck | 1e    | Vlag van Rusland   | VVS Samara     | 0-4       |
|         |                       | 1e    | Vlag van Schotland | Kilmarnock FC  | 1-4       |